# 유용미생물군
유용미생물군(有用微生物群, 영어: effective microorganism, EM)은 일본 류큐대학 농학부 교수인 히가 데루오(일본어: 比嘉照夫, 영어: Teruo Higa) 박사가 1983년 토양 개량, 자연·유기농업에 이용을 목적으로 개발한 미생물 자재의 명칭이다. 일반적으로 효모, 유산균, 누룩균, 광합성 세균, 방선균 등 인류가 오래 전부터 식품의 발효 등에 이용해 왔던 미생물들이 포함되어 있다. 이러한 미생물들은 항산화 작용, 혹은 항산화 물질을 생성하며 이를 통해 서로 공생하며 부패를 억제한다.
그 효과를 간단히 세 가지로 요약하면 다음과 같다
1. 악취를 없앤다. (좋은 공기)
2. 물을 깨끗이 한다. (좋은 물)
3. 철, 식품 등의 산화를 방지한다. (좋은 환경과 먹거리)

요즈음에는 농민들이 많이 사용하고 있다. 토양 속의 미발효된 유기물들의 발효 촉진제 대용으로 사용하기도 한다.

## 같이 보기
- 미생물